# 인민대표원

인민대표원 또는 태국 하원(태국어: สภา ผู้ แทน แทน ราษฎร, rtgs : Sapha Phuthaen Ratsadon, 발음 [Sā.pʰaāː pʰt.sā.dɔ̄ːn)은 태국 정부의 입법부인 태국 국회의 하원이다. 태국의 정부체제는 입헌군주제와 의회민주주의이다. 태국 입법부 시스템은 웨스트민스터 시스템을 모델로 하고 있다. 하원은 500명의 의원으로 구성되며, 그 중 400명은 단일 의원 선거구 선거를 통해 선출되고, 나머지 100명은 정당 명부 동시 투표를 통해 선출된다.
하원은 2014년 태국 쿠데타로 인해 일시적으로 폐지되었으며, 국가평화질서위원회가 선출한 250명의 의원으로 구성된 단원제 국회로 대체되었다. 2017년 헌법이 2017년 4월 공포된 후, 중의원이 재설립되었다.

## 같이 보기
- 태국 국회